# Fluidizace
Fluidizace je uvedení částic vrstvy do stavu vznosu. Fluidizovaná vrstva částic je podobna kapalině a chová se podobně.
Fluidizace se využívá v četných zařízeních v průmyslu. Například fluidní ohniště, fluidní sušárny, ale také zásobníky práškové barvy. V zásobnících práškové barvy je porézní dno, kterým prochází fluidizační plyn (v tomto případě vzduch) a uvede částice vrstvy (práškovou barvu) do fluidního stavu. Prášková barva se potom chová jako kapalina a je dopravována hadicí ve fluidním stavu do aplikační pistole. Ve fluidních ohništích je jako fluidizační plyn použit vzduch a vrstva je tvořena buď přímo částicemi paliva a popelem a nebo křemičitým pískem s palivem a popelem. Částečky paliva jsou ve fluidní vrstvě neustále omílány dalšími částicemi vrstvy a také přímo vystaveny působení fluidizačního plynu, tj. v tomto případě vzduchu a kyslíku v něm obsaženého. Částice vrstvy, které jsou palivem vlivem hoření zmenšují svoji hmotnost a když dosáhnou dostatečného snížení hmotnosti, jsou z vrstvy odneseny fluidozačním plynem (vzduchem). Odlétající částice jsou potom ve formě popela odloučeny ve filtrech. Fluidní ohniště patří k nejefektivnějším a dokáží nejlépe využít paliva.
V elektronice se fluidizace využívá k pouzdření integrovaných obvodů. Zahřátá součástka se (upevněná za vývody ponoří) do kádinky, kde víří prach nevytvrzené pryskyřice. Pryskyřice obalí rozpálenou součástku, zkapalní a po vyndání součástky a jejích zchladnutí ztuhne.